# Lac Châteauvert
Lac Châteauvert är en sjö i Kanada.   Den ligger i regionen Mauricie och provinsen Québec, i den sydöstra delen av landet, 280 km nordost om huvudstaden Ottawa. Lac Châteauvert ligger 358 meter över havet. Arean är 35 kvadratkilometer. Den sträcker sig 20,8 kilometer i nord-sydlig riktning, och 6,9 kilometer i öst-västlig riktning.
I omgivningarna runt Lac Châteauvert växer i huvudsak blandskog. Trakten runt Lac Châteauvert är nära nog obefolkad, med mindre än två invånare per kvadratkilometer.